# Sobienie-Jeziory (gemeente)

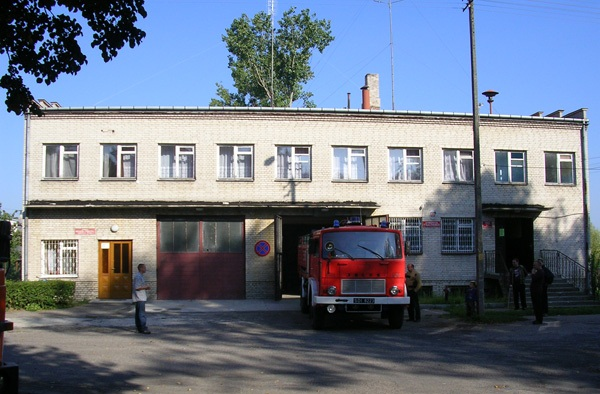
Gemeentehuis

De gemeente Sobienie Jeziory is een landgemeente in het Poolse woiwodschap Mazovië, in powiat Otwocki.
De zetel van de gemeente is in Sobienie-Jeziory.
Op 30 juni 2004 telde de gemeente 6270 inwoners.

## Oppervlakte gegevens
In 2002 bedroeg de totale oppervlakte van gemeente Sobienie Jeziory 97,37 km², waarvan:
- agrarisch gebied: 65%
- bossen: 18%

De gemeente beslaat 15,83% van de totale oppervlakte van de powiat.

## Demografie
Stand op 30 juni 2004:
| Omschrijving                   | Totaal | Totaal | Vrouwen | Vrouwen | Mannen | Mannen |
| ------------------------------ | ------ | ------ | ------- | ------- | ------ | ------ |
| eenheid                        | aantal | %      | aantal  | %       | aantal | %      |
| inwoners                       | 6270   | 100    | 3122    | 49,8    | 3148   | 50,2   |
| bevolkingsdichtheid (inw./km²) | 64,4   | 64,4   | 32,1    | 32,1    | 32,3   | 32,3   |

In 2002 bedroeg het gemiddelde inkomen per inwoner 1333,42 zł.

## Administratieve plaatsen (sołectwo)
Dziecinów, Gusin, Karczunek, Nowy Zambrzyków, Piwonin, Przydawki, Radwanków Królewski, Radwanków Szlachecki, Sewerynów, Siedzów, Sobienie Biskupie, Sobienie-Jeziory, Sobienie Kiełczewskie Drugie, Sobienie Kiełczewskie Pierwsze, Sobienie Szlacheckie, Stary Zambrzyków, Szymanowice Duże, Szymanowice Małe, Śniadków Dolny, Śniadków Górny, Śniadków Górny A, Warszawice, Warszówka, Wysoczyn, Zuzanów.

## Aangrenzende gemeenten
Celestynów, Garwolin, Góra Kalwaria, Karczew, Osieck, Warka, Wilga